# グレアム郡 (アリゾナ州)
グレアム郡（英: Graham County）は、アメリカ合衆国アリゾナ州の郡である。人口は3万8533人（2020年）。郡庁所在地はサフォードである。サフォード小都市圏に属している。
郡内にはサンカルロス・アパッチ・インディアン居留地の一部が入っている。

## 歴史
この地域の初期開拓者でありアリゾナ準州議会議員だったジョセフ・ナイト・ロジャーズがグレアム郡の父と呼ばれている。ロジャーズがグレアム郡を創設する法案を議会に提案した。1881年3月10日にアパッチ郡南部とピナル郡東部を合わせてグレアム郡が創設された。

## 地理
アメリカ合衆国国勢調査局に拠れば、郡域全面積は4641.14平方マイル (12,020.5 km2)であり、このうち陸地は4629.32平方マイル (11,989.9 km2)、水域は11.83平方マイル (30.6 km2)で水域率は0.25%である。郡内にはピナレノ山脈など幾つかの山脈がある。

### 隣接する郡
- コチセ郡 - 南
- ピマ郡 - 南西
- ピナル郡 - 西
- ヒラ郡 - 北西
- ナヴァホ郡 - 北
- アパッチ郡 - 北
- グリーンリー郡 - 東

### 国立保護地域
- コロナド国立の森（部分）
- ヒラボックス水辺国立保存地域（部分）

### 主要高規格道路
- アメリカ国道70号線
- アメリカ国道191号線
- アリゾナ州道266号線
- アリゾナ州道366号線

## 人口動態
以下は2000年国勢調査による人口統計データである。
| 基礎データ - 人口: 33,489人 - 世帯数: 10,116 世帯 - 家族数: 7,617 家族 - 人口密度: 3人/km2（7人/mi2） - 住居数: 11,430軒 - 住居密度: 1軒/km2（2/mi2） 人種別人口構成 - 白人: 67.11% - アフリカン・アメリカン: 1.87%% - ネイティブ・アメリカン: 14.95% - アジア人: 0.56% - 太平洋諸島系: 0.04% - その他の人種: 13.35% - 混血: 2.14% - ヒスパニック・ラテン系: 27.04% 言語別人口構成 - スペイン語：16.38% - 南部アサバスカン語：6.35% 年齢別人口構成 - 18歳未満: 30.1% - 18-24歳: 12.0% - 25-44歳: 27.3% - 45-64歳: 18.7% - 65歳以上: 11.9% - 年齢の中央値: 31歳 - 性比（女性100人あたり男性の人口） - 総人口: 112.5 - 18歳以上: 115.1 | 世帯と家族（対世帯数） - 18歳未満の子供がいる: 39.0% - 結婚・同居している夫婦: 57.2% - 未婚・離婚・死別女性が世帯主: 13.4% - 非家族世帯: 24.7% - 単身世帯: 20.9% - 65歳以上の老人1人暮らし: 9.9% - 平均構成人数 - 世帯: 2.99人 - 家族: 3.47人 収入と家計 - 収入の中央値 - 世帯: 29,668米ドル - 家族: 34,417米ドル - 性別 - 男性: 30,524米ドル - 女性: 20,739米ドル - 人口1人あたり収入: 12,139米ドル - 貧困線以下 - 対人口: 23.0% - 対家族数: 17.7% - 18歳未満: 30.2% - 65歳以上: 13.6% |

## 都市と町

グラハム郡の法人化地域（灰色）と未編入領域、およびインディアン居留地（灰色線）

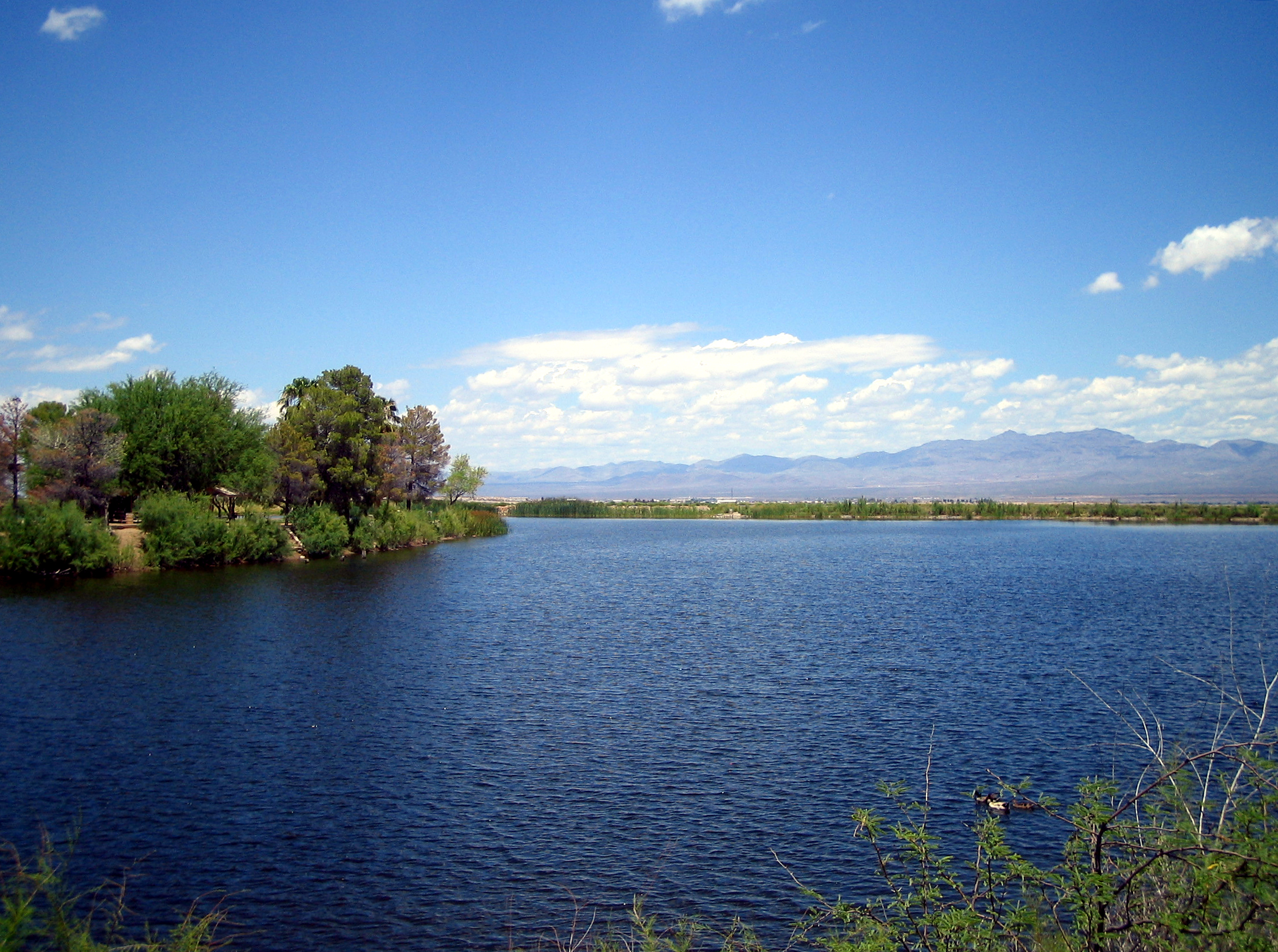
サフォードチックのローパー湖

### 都市
- サフォード - 郡庁所在地

### 町
- ピマ
- サッチャー

### 統計調査指定地域
- ペリドット
- スウィフトトレイルジャンクション

### その他の町
- ボニータ
- バイラス
- セントラル
- イーデン
- フォートトマス
- クロンダイク
- ソロモンビル
- スペナズマ

## 著名な出身者
- チャールズ・スティーブンズ、アパッチ、メキシコ系俳優、ジェロニモの孫
- リンダ・カーター、女優、歌手
- サラ・イェイザー・メイソン、アカデミー賞を受賞した映画脚本家